# هوتون رجیس
longitudeهوتون رجیسlatitudeهوتون رجیس
هوتون رجیس (به انگلیسی: Houghton Regis) یک شهرک در بریتانیا است که در انگلستان واقع شده‌است.

## خصوصیات
هوتون رجیس ۱۶٬۹۵۰ نفر جمعیت دارد.